# Jean-Pierre Chevènement

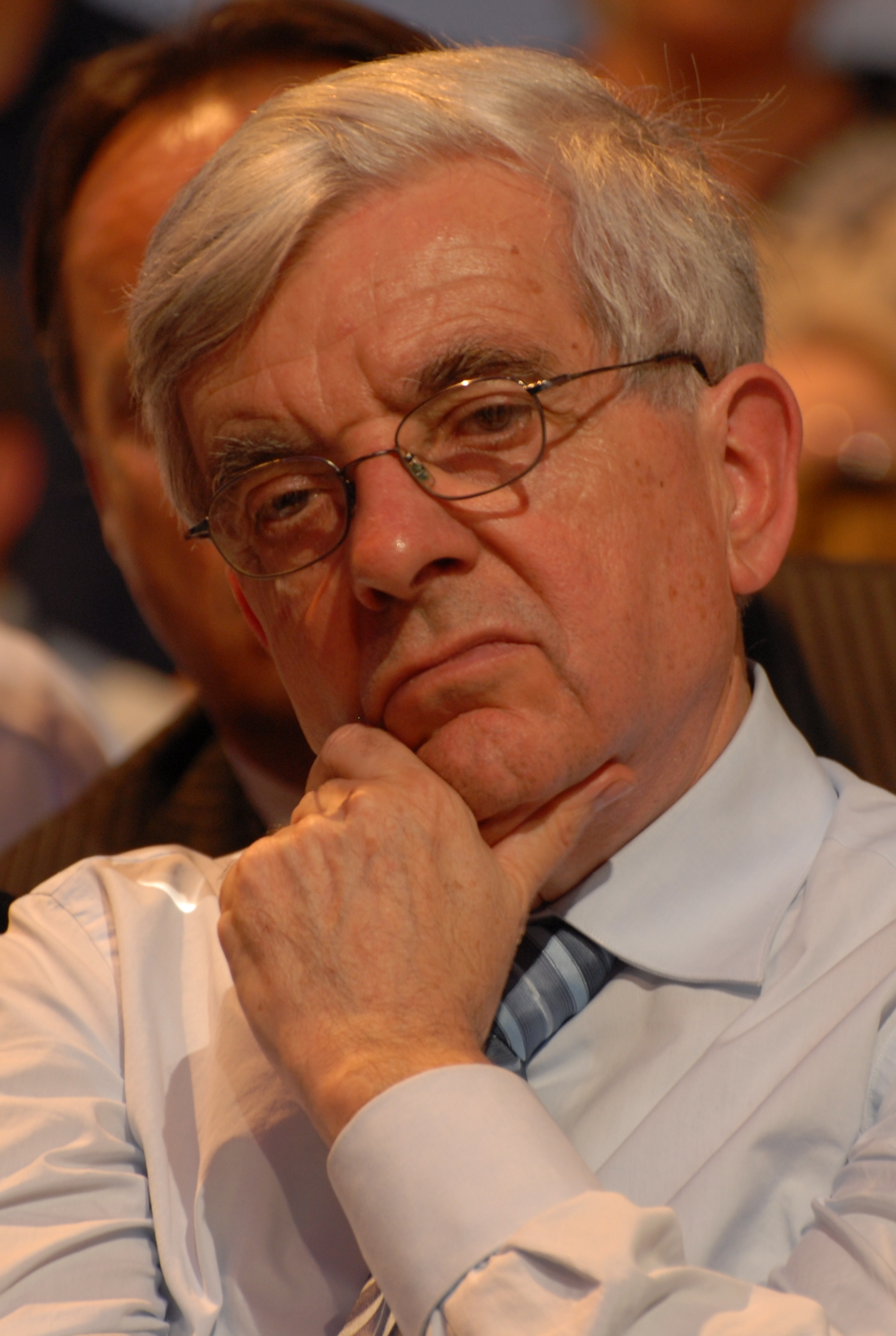
Jean-Pierre Chevènement

Jean-Pierre Chevènement, född 9 mars 1939 i Belfort, är en fransk socialistpolitiker. Han var en av grundarna av partiet Mouvement des citoyens (MDC) och var dess partiledare 1 maj 1993-2001 och partiledare för efterföljarpartiet Mouvement républicain et citoyen 22 juni 2008-27 juni 2010. 12 maj 2002-2004 var han ledare för Pôle républicain, där MDC ingick.
Chevènement var forsknings- och teknologiminister 22 maj 1981-22 mars 1983, tillika industriminister 29 juni 1982-22 mars 1983, utbildningsminister 19 juli 1984-20 mars 1986, försvarsminister 12 maj 1988-29 januari 1991 och inrikesminister 4 juni 1997-29 augusti 2000.